# Un lit pour quatre
Série
Queen Size Bed
(2005)
Pour plus de détails, voir Fiche technique et Distribution.
Un lit pour quatre (El otro lado de la cama) est une comédie musicale vaudevillesque espagnole réalisée par Emilio Martínez-Lázaro. Sortie en 2002, elle connait un certain succès public, et s'exporte en France sous le titre Un lit pour quatre. En 2006, un remake français, On va s'aimer, voit le jour. 
Il a pour suite Queen Size Bed.
El otro lado de la cama révèle notamment Natalia Verbeke qui donnera en 2011 la réplique à Fabrice Luchini dans la comédie à succès Les femmes du 6e étage .

## Synopsis
El otro lado de la cama est un chassé-croisé amoureux. Sonia et Javier vivent ensemble depuis des années et s'aiment d'amour tendre depuis plus longtemps encore. Leurs amis Paula et Pedro ne partagent pas le même toit, ce qui ne les empêchent pas de coucher ensemble également... Jusqu'à ce que Paula tombe amoureuse d'un autre... Javier. Pedro, qui ignore l'identité de l'amant de Paula, vient, l'âme en peine, chercher du réconfort auprès de ses « amis » Javier et Sonia. Cette dernière se fait un devoir de lui mettre un peu baume au cœur, le temps d'une nuit. Après quoi Pedro embauche un détective privé pour connaître l'amant de Paula... Javier, lui, pense que Sonia le trompe avec une lesbienne, Lucia...  

## Fiche technique
- Titre : El otro lado de la cama
- Réalisation : Emilio Martínez-Lázaro
- Scénario : David Serrano
- Photographie : Juan Molina
- Production : José Antonio Sáinz de Vicuña, Tomás Cimadevilla et Mohamed Khashoggi
- Pays d'origine : Espagne
- Format : Couleurs - 2,35:1 - Dolby Digital
- Genre : comédie romantique
- Date de sortie : 2002

## Distribution
- Paz Vega : Sonia
- Ernesto Alterio : Javier
- Guillermo Toledo : Pedro
- Natalia Verbeke : Paula
- Alberto San Juan : Rafa
- María Esteve : Pilar
- Ramón Barea : Sagaz
- Nathalie Poza : Lucía
- Carol Salvador : Victoria
- Geli Albadalejo : Professeur
- Blanca Marsillach : Mónica
- Leticia Dolera : Jennifer
- Javier Gutiérrez : Fernando

## Autour du film
- En 2006, sort une reprise française de ce film, intitulée On va s'aimer, écrite et réalisée par Ivan Calbérac. Au générique on retrouve Ernesto Alterio  et Guillermo Toledo déjà présents dans la version espagnole.
- Le titre espagnol se traduit en français par L'Autre Côté du lit, à ne pas confondre avec De l'autre côté du lit de Pascale Pouzadoux, film sorti en 2008 avec lequel il n'a aucun lien.